# 黒森ダム
黒森ダム（くろもりダム）は、福島県西白河郡西郷村にある那珂川水系黒川の支流大沢川に建設された灌漑専用ダムである。

## 概要
甲子高原の南端栃木県境那須町の近くの丘陵地に位置し、近くに同じく那珂川水系黒川流域の灌漑用ダムとして千振ダム、矢の目ダムがある。ダムの型式はアースダムで、高さは20.2m。灌漑の受益面積は60ha。第2次世界大戦前に作られた大変古い歴史のあるダムである。

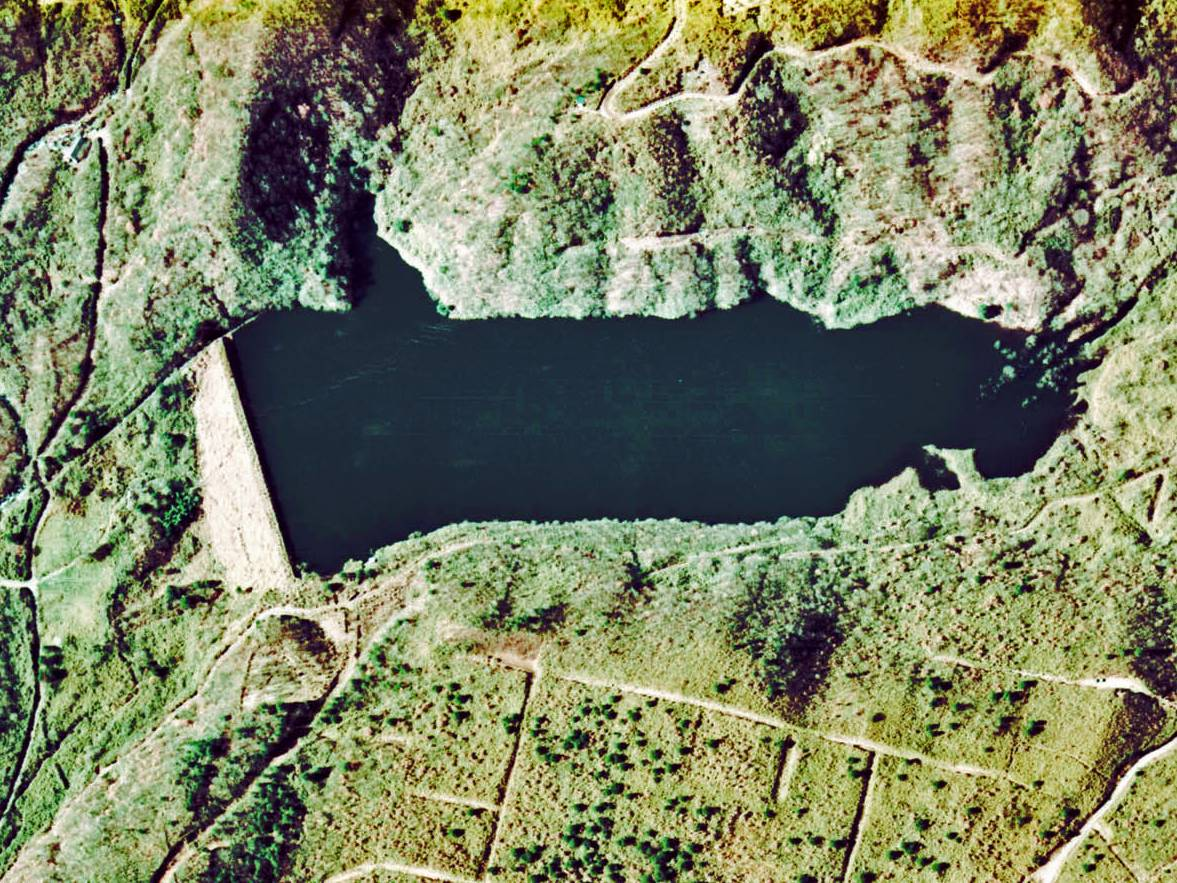
国土交通省カラー空中写真（1975年）
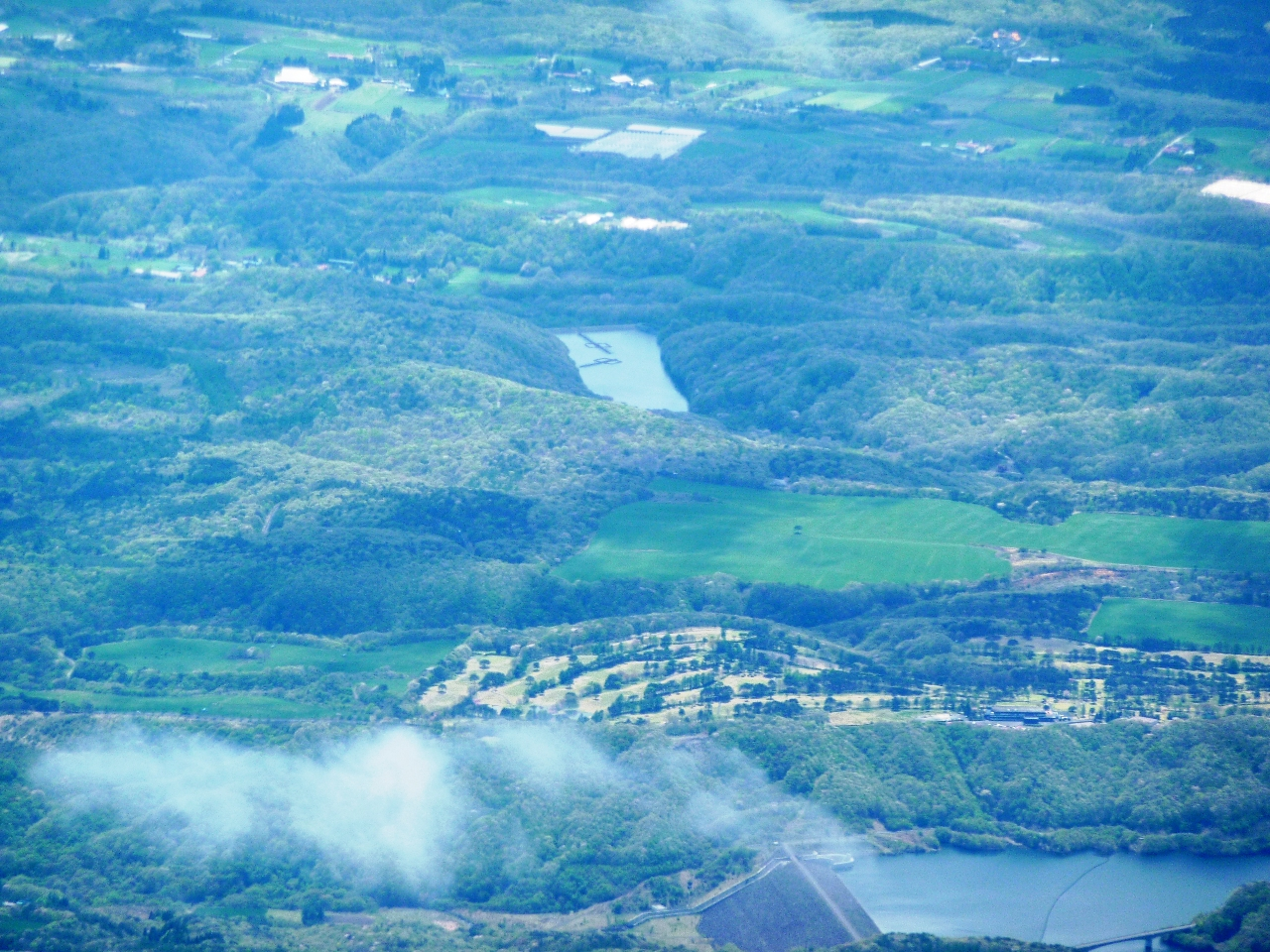
奥・黒森ダム、手前・堀川ダム （定期航空機より2010年5月撮影）